# Coryphopterus dicrus
Coryphopterus dicrus is een straalvinnige vissensoort uit de familie van grondels (Gobiidae). De wetenschappelijke naam van de soort is voor het eerst geldig gepubliceerd in 1960 door Böhlke & Robins.